# Botanischer Blindengarten Radeberg

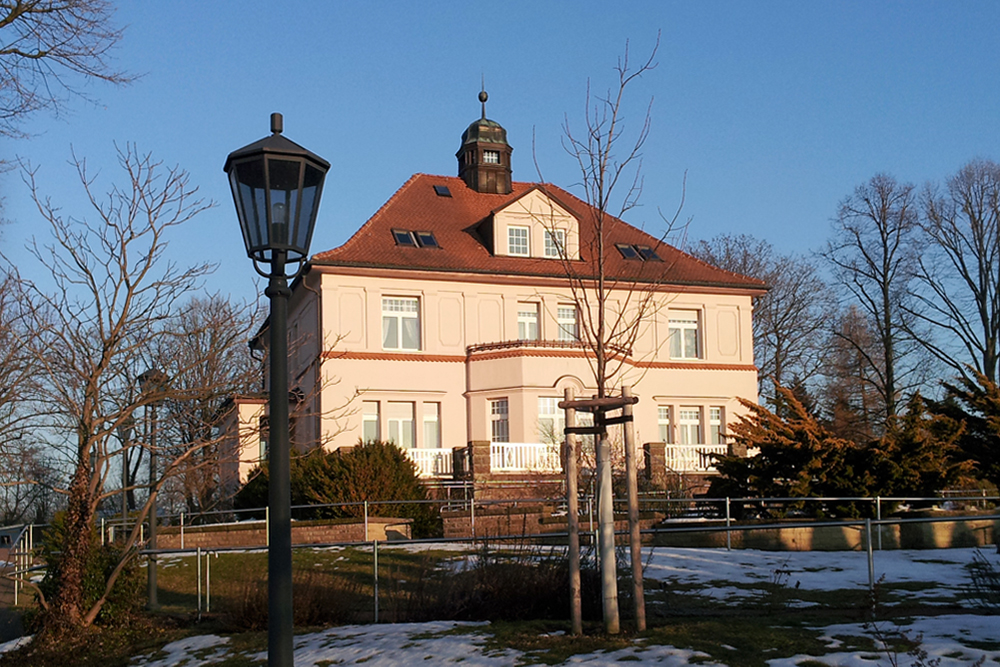
Die Villa Storchennest

Der Botanische Blindengarten Radeberg ist ein botanischer Garten in der sächsischen Stadt Radeberg, der speziell auf die Bedürfnisse taubblinder und blinder Menschen mit mehrfachen Behinderungen zugeschnitten ist. Der erste Botanische Garten im deutschsprachigen Raum, der komplett als Blindengarten angelegt ist, erstreckt sich über 20.000 Quadratmeter rund um die Begegnungsstätte des Taubblindendienst e.V., die Villa Storchennest. Der Botanische Blindengarten ist Vollmitglied der Internationalen Gesellschaft Gartentherapie.

## Geschichte
Nach der Eröffnung der Beratungsstelle des Taubblindendienstes im Jahr 1993 wurde mit der Rekonstruktion des verwilderten, parkähnlichen Geländes um die Villa Storchennest begonnen. Während der dreijährigen Bauphase wurden neben landschaftsarchitektonischen vor allem blinden- und behindertengerechte Aspekte forciert. Der Pflanzplan für die Anlage wurde unter der Leitung von Gerhard Richter vom Institut für Freiraumplanung der Hochschule Weihenstephan-Triesdorf entwickelt.
Am 1. September 1996 wurde die Anlage als Blindengarten Radeberg von Hans Geisler, dem damaligen Sächsischen Staatsminister für Soziales, Gesundheit und Familie, eröffnet. Der Garten besaß anfangs eine Fläche von 5.600 Quadratmetern. In den Jahren 2000, 2003 und 2005 wurde die Gartenfläche durch Angliederungen und Zukäufe benachbarter Grundstücke auf insgesamt 20.000 Quadratmeter (im Oktober 2005) erweitert. 2002 wurde der Blindengarten in den Verband Botanischer Gärten aufgenommen und zum Botanischen Blindengarten Radeberg ernannt. 2003 öffnete die Gewächshausanlage auf der Storchenaue.

## Garten
Die barrierefrei gestaltete Gartenanlage ist mit einem ca. 1,5 Kilometer langen Wegesystem versehen, das sowohl zu Fuß als auch mit dem Rollstuhl benutzt werden kann. Entlang der Hauptwege wurde ein Edelstahl-Handlauf zur Orientierung für blinde und stark sehbehinderte Besucher errichtet. An diesem sind zusätzliche Orientierungshilfen (Reliefs) angebracht. Die Nebenwege sind mit verschiedenen Bodenbelägen (zum Beispiel Rindenmulch, Rasen oder Porphyrkies) ausgestattet, um die Orientierung mit den Füßen zu ermöglichen. Als Leitsystem verfügen diese Wege über eine Klopfkante, die mit dem Blindenstock ertastet werden kann.
Im Botanischen Blindengarten Radeberg wachsen ca. 1.300 verschiedene Pflanzenarten, darunter etwa 700 stark duftende. Vor allem kleine bzw. niedrig wachsende Arten sind in Hochbeeten angepflanzt. Das erleichtert, neben der olfaktorischen Wahrnehmung, das Erfassen der Pflanzen per Tastsinn. Die unmittelbar am Wuchsort angebrachte Beschilderung ist mit Alphabet- und Brailleschrift ausgestattet.
Mit besonders stark oder ungewöhnlich duftenden Pflanzenarten wurden separate Bereiche eingerichtet, wie das Minzegärtchen, der Kamillepfad und die Pelargoniensammlung. So genannte Duftlauben sind zum Beispiel mit verschiedenen Heckenkirschenarten und Blauregen bepflanzt. In der Gärtnerei des Blindengartens ist zudem eine Sammlung stark duftender Kübelpflanzen untergebracht. Entlang der Wege sind stellenweise Berührungs- oder Kontaktdufter, also Pflanzenarten wie Thymian, die ihren Duft erst bei einer Berührung verströmen, als Orientierungshilfen angepflanzt worden.
Der Taubblindendienst e.V. veranstaltet jährlich einen Tag der offenen Tür und ein Gartenfest, aber auch regelmäßige Seminare (zum Beispiel Kräuter-Kurse) für blinde und taubblinde Interessenten. Verschiedene Arten von Duftpflanzen werden in der Gärtnerei und bei Basarverkäufen zum Kauf angeboten.

## Dufthaus
2004 begann die Gärtnerei des Blindengartens mit der Einrichtung einer Kameliensammlung. Ein Gewächshaus, das Dufthaus auf der Storchenaue, beherbergt die Kamelienschau. Neben Pillnitz, Zuschendorf, Königsbrück und Rosswein wurde der Blindengarten Radeberg der fünfte offiziell anerkannte sächsische Kamelienstandort. Im Fokus der Sammlung stehen stark duftende Kamelienarten. 

## Auszeichnungen
Im Jahr 2011 wurde Ruth Zacharias, die damalige Leiterin der Anlage und maßgeblich für deren Auf- und Ausbau verantwortlich, mit dem Sächsischen Bürgerpreis geehrt. Im Jahr 2013 wurde sie für den Radeberger Blindengarten mit dem Alma de l’Aigle-Preis für Gartenkultur ausgezeichnet. Der Preis, den die Gesellschaft zur Förderung der Gartenkultur e.V. verleiht, ehrt besonders nachhaltige Projekte und Menschen im Bereich der Gartenkultur.